# Carsten Arndt
Carsten Arndt (* 25. Mai 1970) ist ein deutscher Leichtathlet. Er ist der Sohn des Sportfunktionärs Harry Arndt.

## Karriere
Bei den Crosslauf-Europameisterschaften 1994 belegte er den 49. Platz. 1996 belegte er den 56. Platz.
1994 wurde er deutscher Vizemeister über 10.000 Meter. Ein Jahr später wurde er deutscher Sieger in der Mannschaftswertung des Berglaufs. 1997 gewann er die Bronzemedaille in der Berglauf-Mannschaftswertung.
Arndt hält den 15-km-Streckenrekord der Bertlicher Straßenläufe. 1991 siegte er beim Bietigheimer Silvesterlauf.